# 토미 모스쿠엘라
토미 모스쿠엘라 로자노(Tommy Mosquera Lozono, 1976년 9월 27일 ~ )는 콜롬비아 출신의 축구 선수이다.

## 클럽 경력
2000년 부산 아이파크에 입단하여 한 시즌 동안 활약하였다. 당시 등록명은 토미를 사용하였고 포지션은 공격수였다.
리그 11경기에 출장하 4득점 1도움의 공격포인트를 기록하였다.